# Temelucha carolinensis
Temelucha carolinensis là một loài tò vò trong họ Ichneumonidae.